# Thesium tongolicum
Thesium tongolicum är en sandelträdsväxtart som beskrevs av Radovan Hendrych. Thesium tongolicum ingår i släktet spindelörter, och familjen sandelträdsväxter. Inga underarter finns listade i Catalogue of Life.